# Goniotorna mesostena
Goniotorna mesostena es una especie de polilla del género Goniotorna, familia Tortricidae.
Fue descrita científicamente por Diakonoff en 1963.

## Distribución
Se encuentra en Madagascar.